# Métis in Alberta

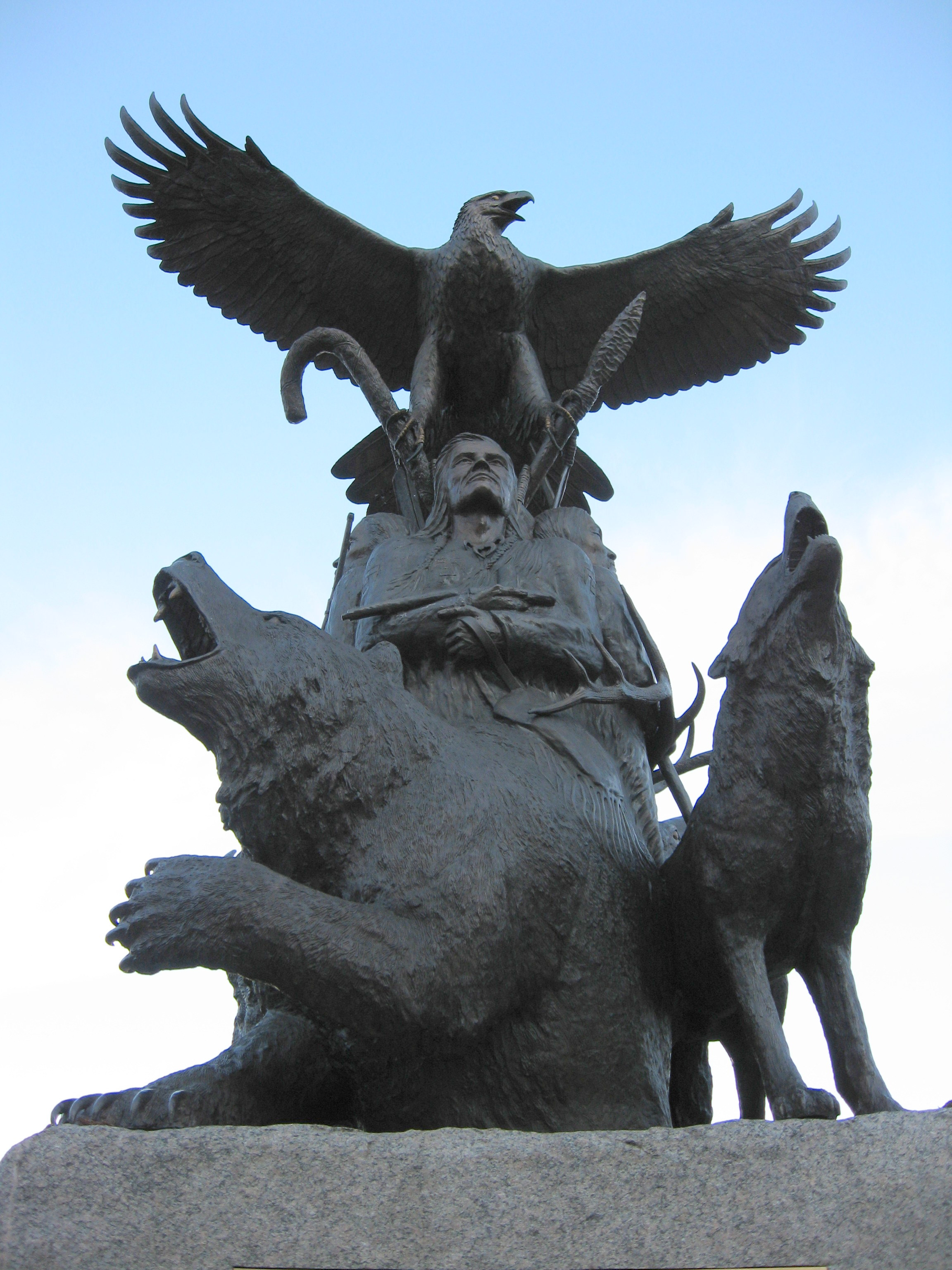
Métis in Alberta

Métis in Alberta sunt așezări sau comunități de metiși, care sunt descendenți proveniți din căsătoriile mixte dintre albi și amerindieni. Ei sunt considerați ca băștinași cu anumite privilegii stipulate în Constituția Canadei.
| Nume           | District                                | Populatie (2011) | Populatie (2006) | Diferență (%) | Suprafață (km²) | Populatie densitate (pe km2) |
| -------------- | --------------------------------------- | ---------------- | ---------------- | ------------- | --------------- | ---------------------------- |
| Buffalo Lake   | Smoky Lake County                       | 492              | 248              | 98,4          | 336,97          | 1,5                          |
| East Prairie   | MD of Big Lakes                         | 366              | 352              | 4             | 333,87          | 1,1                          |
| Elizabeth      | MD of Bonnyville No. 87                 | 654              | 663              | −1,4          | 250,21          | 2,6                          |
| Fishing Lake   | MD of Bonnyville No. 87                 | 436              | 484              | −9,9          | 355,74          | 1,2                          |
| Gift Lake.     | MD of Big Lakes Northern Sunrise County | 662              | 820              | −19,3         | 812,45          | 0,8                          |
| Kikino         | MD of Bonnyville No. 87                 | 964              | 398              | 142,2         | 444,274         | 2,2                          |
| Paddle Prairie | County of Northern Lights               | 562              | 216              | 160,2         | 1.716,72        | 0,3                          |
| Peavine        | MD of Big Lakes                         | 690              | 822              | −16,1         | 817,13          | 0,8                          |
| Total          | —                                       | 4.826            | 4.003            | 20,6          | 5.067,36        | 3,7                          |